# Marathon van Nagano 2005
De marathon van Nagano 2005 werd gehouden op zondag 17 april 2005 in Nagano. Het was de zesde editie van deze marathon. 
De wedstrijd bij de mannen werd gewonnen door de Keniaan Isaac Macharia Wanjohi in 2:10.59. Bij de vrouwen streek de Russische Albina Ivanova met de hoogste eer. Zij was met een tijd van 2:28.21 de Roemeense Lidia Şimon bijna drie minuten te snel af. 

## Uitslagen

### Mannen
| rang   | naam                   | land | tijd    |
| ------ | ---------------------- | ---- | ------- |
| Goud   | Isaac Macharia Wanjohi | KEN  | 2:10.59 |
| Zilver | Georgi Andrejev        | RUS  | 2:11.20 |
| Brons  | Moges Taye             | ETH  | 2:14.19 |
| 4      | Morris M. Mwangi       | KEN  | 2:14.55 |
| 5      | Tomonori Michikata     | JPN  | 2:15.01 |
| 6      | Adam Dobrzynski        | POL  | 2:15.48 |
| 7      | Kazuaki Wakamoto       | JPN  | 2:16.49 |
| 8      | Belay Worash           | ETH  | 2:16.58 |
| 9      | Hiroshi Aokage         | JPN  | 2:17.37 |
| 10     | Kenji Nakanishi        | JPN  | 2:18.05 |

### Vrouwen
| rang   | naam            | land | tijd    |
| ------ | --------------- | ---- | ------- |
| Goud   | Albina Ivanova  | RUS  | 2:28.21 |
| Zilver | Lidia Şimon     | ROU  | 2:31.20 |
| Brons  | Derartu Tulu    | ETH  | 2:31.58 |
| 4      | Gladys Asiba    | ETH  | 2:36.12 |
| 5      | Yoshimi Hoshino | JPN  | 2:36.19 |
| 6      | Yukako Goto     | JPN  | 2:38.21 |
| 7      | Taeko Terauchi  | JPN  | 2:41.03 |
| 8      | Chikako Ogushi  | JPN  | 2:45.09 |
| 9      | Yoshiko Hukuchi | JPN  | 2:45.43 |
| 10     | Kumiko Fukuzawa | JPN  | 2:56.19 |

Shinmai-periode:

1958 ·
1959 ·
1960 ·
1961 ·
1962 ·
1963 ·
1964 ·
1965 ·
1966 ·
1967 ·
1968 ·
1969 ·
1970 ·
1971 ·
1972 ·
1973 ·
1974 ·
1975 ·
1976 ·
1977 ·
1978 ·
1979 ·
1980 ·
1981 ·
1982 ·
1983 ·
1984 ·
1985 ·
1986 ·
1987 ·
1988 ·
1989 ·
1990 ·
1991 ·
1992 ·
1993 ·
1994 ·
1995 ·
1996 ·
1997 ·
1998

Nagano-periode:

1999 ·
2000 ·
2001 ·
2002 ·
2003 ·
2004 ·
2005 ·
2006 ·
2007 ·
2008 ·
2009 ·
2010 ·
2011 ·
2012 ·
2013 ·
2014 ·
2015 ·
2016 ·
2017